# Temba
Temba is een plaats in de Zuid-Afrikaanse provincie Gauteng.
Temba telt ongeveer 58.000 inwoners.

## Subplaatsen
Het nationaal instituut voor de statistiek, Stats SA, deelt sinds de census 2011 deze hoofdplaats in in 12 zogenaamde subplaatsen (sub place), waarvan de grootste zijn:
Kudube Unit D • Temba Unit 1.